# マイク・ホワイト (アメリカンフットボール)
マイク・ホワイト（Mike White, 1995年3月25日 - ）は、アメリカ合衆国フロリダ州ペンブロークパインズ出身のプロアメリカンフットボール選手。NFLのバッファロー・ビルズに所属している。ポジションはクォーターバック。

## 経歴

### カレッジ
サウスフロリダ大学で2年間、ウェスタンケンタッキー大学で2年間プレーした後、2018年のNFLドラフトにエントリーした。

### ダラス・カウボーイズ
ドラフト全体171位でダラス・カウボーイズから指名され、その後4年総額267万ドルのルーキー契約を結んだ。
1年目の2018年シーズンは3番手QBだったこともあり、試合へ出場することはなかった。
2019年シーズン開幕前、2019年8月31日にカウボーイズから解雇された。

### ニューヨーク・ジェッツ
2019年12月30日にニューヨーク・ジェッツとリザーブ/フューチャー契約を結んだ。2019年シーズンも試合への出場はなかった。
2020年9月5日にジェッツから解雇されたが、翌日に再契約し、プラクティス・スクワッドに登録された。2020年シーズンはシーズン中に解雇と再契約を何度も繰り返したが、またしても試合への出場はなかった。
2021年シーズン、第7週のニューイングランド・ペイトリオッツ戦で先発を務めていたザック・ウィルソンが負傷したため途中出場。プロ入り4年目にして公式戦初出場を果たした。さらに、翌週のシンシナティ・ベンガルズ戦では初先発。試合中に頭部を負傷したものの復帰し、45本中37本のパスを成功させて400パス獲得ヤード、3つのタッチダウンを記録し、勝利に貢献した。この活躍により、AFCの週間最優秀攻撃選手に選出された。
2022年3月16日にジェッツと1年254万ドルで再契約した。ザック・ウィルソンの負傷後、4試合に先発したが、1勝3敗に終わった。

### マイアミ・ドルフィンズ
2023年3月13日、マイアミ・ドルフィンズと2年総額1,600万ドルの契約を結んだ。2024年シーズン開幕前の8月25日にリリースされた。

### バッファロー・ビルズ
2024年シーズンの大半はバッファロー・ビルズのプラクティス・スクワッドとして過ごし、レギュラーシーズン最終戦を前にアクティブロースターに登録されるとともに、1年の契約延長を行った。